# What I Really Want for Christmas
What I Really Want For Christmas ist ein Solo-Weihnachtsalbum des US-Sängers und Komponisten Brian Wilson. Es wurde von Brian Wilson produziert und vom Musiklabel Arista Records 2005 veröffentlicht.

## Entstehungsgeschichte
2004 hatte Brian Wilson das Album Smile veröffentlicht. Neben einem internationalen, weltweiten Medienecho, herausragenden Kritiken und Anerkennung der Fans, erhielt er für dieses Album auch einen Grammy Award. Insgesamt gingen über eine Million Exemplare von Smile über die Ladentische.
Wilson kündigte, von diesem Erfolg getrieben, für 2005 ein neues Album an. Seinen Fans stellte er vier Projekte vor:
1. Ein Album mit seinem Smile-Partner Van Dyke Parks unter dem Arbeitstitel Still Smiling
2. Ein Album mit seinem Freund Paul McCartney
3. Ein Rock-’n’-Roll-Album
4. Ein Weihnachtsalbum.

Wilson bzw. seine Berater entschieden sich für das Weihnachtsalbum. Dies löste unter der Fangemeinde Proteststürme aus. Sie warten seit Jahren auf das immer wieder angekündigte Rock-’n’-Roll-Album und waren der Meinung, dass das Wilson-Weihnachtsalbum das „Christmas Album“ der Beach Boys, aus dem Jahr 1964, niemals übertreffen könne.
Dennoch machte sich Wilson, zusammen mit der Band, die schon Smile eingespielt hatte, im Mai 2005 an die Arbeit, das Album aufzunehmen. Neben acht traditionellen Weihnachtsliedern gab es zwei Neuaufnahmen von älteren Wilson-Kompositionen („The Man With All The Toys“ und „Little Saint Nick“), die auf dem Beach-Boys-Christmas-Album aus dem Jahre 1964 vertreten waren. Das Album komplettierten zwei neue Wilson-Stücke. Der Titelsong – „What I Really Want For Christmas“ – ist eine Kollaboration mit dem Elton-John-Texter Bernie Taupin. Das zweite neue Lied – „Christmasey“ – wurde von dem bekannten Komponisten und Texter Jimmy Webb für Brian Wilson geschrieben.
Neben diesen zwölf Songs sind auf diesem Album drei Bonustracks. Diese Bonustracks sind Weihnachtslieder, die Brian in den Jahren 2001–2003 für seine Fans aufgenommen und auf seiner Website publik gemacht hatte.
Das Album wurde live in einem Studio aufgenommen und nicht – wie heute üblich – „stückchenweise“.

## Titelliste
1. The Man With All The Toys (Brian Wilson, Mike Love) – 2:59
2. What I Really Want For Christmas (Brian Wilson, Bernie Taupin) – 3:50
3. God Rest Ye Merry Gentlemen (Traditional) – 3:27
4. O Holy Night (Traditional) – 4:28
5. We Wish You A Merry Christmas (Traditional) – 2:36
6. Hark The Herald Angels Sing (Traditional) – 3:34
7. It Came Upon A Midnight Clear (Traditional) – 3:08
8. The First Noel (Traditional) – 4:47
9. Christmasey (Brian Wilson, Jimmy Webb) – 4:08
10. Little Saint Nick (Brian Wilson, Mike Love) – 2:11
11. Deck The Halls (Traditional) – 2:36
12. Auld Lang Syne (Traditional) – 1:29
13. On Christmas Day (Brian Wilson) – 3:23
14. Joy To The World (Traditional) – 2:06
15. Silent Night (Traditional) – 0:49

## Rezeption
- Alexis Petridis von der Zeitung The Guardian vergab einen von fünf Sternen und bemängelte: „What I Really Want For Christmas“ ist das am wenigsten faszinierende Album in Wilsons Karriere und möglicherweise auch das am wenigsten faszinierende Weihnachtsalbum – was angesichts der saisonalen Präsenz von G4 in den Charts keine Phrase ist, die man auf die leichte Schulter nehmen sollte. Es enthält zwei neue Songs: Christmassy, der entsetzlich ist, und den Titeltrack, der noch schlimmer ist.[3]

Das Album erreichte in der ersten Wertungswoche Platz 200 in den US-Billboard-Charts und Rang #25 in den XMas-Charts. Der Track „Deck The Halls“ erreichte Rang #9 in den Adult Contemporary Charts.